# 变异粘体虫
变异粘体虫（学名：Myxosoma varius）为粘体科粘体虫属的动物。分布于俄罗斯以及广东等，营寄生生活，寄生在鳙的鳃、心、肾、鳔、鳔管、鳞、肝、脾。